# かたつむり (一青窈の曲)
『かたつむり』は一青窈の配信限定シングルである。

## 解説
シングルとしては2017年の『七変化』以来、約3年振りとなる。
本作は新型コロナウィルスの感染拡大の影響でステイホームの時間が増えた最中に一青がその生活の中で感じた事や、溢れる思いを衝動のままにポエムとして書き留めたものが元であり、それをかねてより親交のあった松任谷由実にそれを投げ掛けられた事が切っ掛けで松任谷がその詞に曲がつけられて仕上げられた形となり、そのマスタリングは音楽プロデューサーでミックスエンジニアのGoh Hotodaが担当して行われた。
本作はビデオクリップも制作され、監督として齊藤工が務めている作品となっており、ダンサーで振り付け師の康本雅子が出演しており、美術面は花道家の上野雄次が担当し、撮影に関しては山梨県北杜市の清春芸術村にて行われた。本編の他にも、撮影風景を記録したティザー映像も合わせて公開されている。

## 収録曲
1. かたつむり
作詞：一青窈 / 作曲：松任谷由実 /編曲：武部聡志